# Корсунський Сергій Володимирович
Сергі́й Володи́мирович Ко́рсунський (нар. 10 серпня 1962, Київ, Українська РСР, СРСР) — український науковець та дипломат. Заслужений економіст України. Доктор фізико-математичних наук. Надзвичайний і Повноважний Посол України в Японії (2020—2024).
Special Advisor and Distinguished Global Scholar Temple University Japan
Senior Adviser Nihon Cyber Defence Co.

## Життєпис
Народився 10 серпня 1962 у Києві.
У 1984 закінчив механіко-математичний факультет Київського державного університету ім. Т. Г. Шевченка. Аспірантура Інституту гідромеханіки НАН України (1988).
З 1984 по 1988 — молодший науковий співробітник Інституту гідромеханіки НАН України.
З 1988 по 1991 — науковий співробітник — консультант Науково-організаційного відділу Президії НАН України, старший науковий співробітник Інституту теоретичної фізики НАН України.
З 1991 по 1994 — начальник Управління державних науково-технічних програм Державного комітету України з питань науки і технологій
З 1994 по 1995 — перший секретар Національної комісії України у справах ЮНЕСКО.
Протягом 1995 року — навчання в Інституті міжнародних відносин Київського університету.
З 1995 по 1998 — радник з питань економіки, науки і техніки Посольства України в Державі Ізраїль.
З 1998 по 2000 — заступник начальника Управління економічного і науково-технічного співробітництва МЗС України, Національний координатор України у Центральноєвропейській ініціативі.
З 2000 по 2006 — радник, радник-посланник Посольства України у США.
З 21.06.2005 по 03.01.2006 — Тимчасовий повірений у справах України у США.
З 2006 по 2008 — Директор Департаменту економічного співробітництва МЗС України.
З 07.2008 по 18.06.2016 р. — Надзвичайний і Повноважний Посол України в Турецькій Республіці.
З 14.11.2016 по 2.10.2017 — Посол з особливих доручень МЗС України.
З 3.10.2017 — Директор Дипломатичної академії імені Геннадія Удовенка при МЗС України.
З 14 квітня 2020 року — Надзвичайний і Повноважний Посол України в Японії. 21 грудня 2024 року звільнений з цієї посади.

## Академічні публікації
Автор більше 400 наукових статей і публікацій у ЗМІ, у тому числі 9 монографій:
- Нестационарные и нелинейные волны в электропроводящих средах / И. Т. Селезов, С. В. Корсунский. — К. : Наукова думка, 1991. — 198 с.
- Нелинейные МГД-волны в электропроводящих диспергирующих средах / С. В. Корсунский. — Севастополь. — Изд. МГИ НАН Украины, 1993. — 136 с.
- Nonlinear waves in dispersive and dissipative systems with coupled fields / S. Korsunsky. — Addison, Wesley. Longman, 1997. — 236 p.
- Трансфер технологій у США: Моногр. / С. В. Корсунський. — К. : УкрІНТЕІ, 2005. — 148 c. — Бібліогр.: с. 144—147. — укр.
- Енергетична дипломатія: навч. посіб. / С. В. Корсунський. — К. : Вища шк., 2008. — 159 c. — Бібліогр.: с. 158—159. — укр.
- Зовнішня політика в епоху трансформацій: як не залишитись на узбіччі історії. — Харків: Віват, 2020. — 254 с.
- Як будувати відносини з країнами Азії: економіка, дипломатія, культурні особливості. — Харків: Віват, 2021. — 284 с.
- Як нації відновлюються: досвід Східної Азії. — Харків: Віват, 2023. — 190 с.
- Японія: 100 мільйонів арігато. — Харків: Віват, 2025.

## Академічні звання
- Почесний професор Київського університету імені Бориса Грінченка[6]

## Дипломатичний ранг
- Надзвичайний і Повноважний Посол (2014)[7]

## Літературна діяльність
Літературний псевдонім — Сергей Владич. Автор низки книжок, виданих у видавництвах «Клуб сімейного дозвілля», «Ранок», «Золотое сечение» у 2010—2019 роках: «Тайна Первого храма», «Тайна распятия», «Слуги дьявола», «Код бесконечности», «Планета женщин», «Первый апостол», «Шепот прохладного ветра», «Тайны русской нумерологии», «Все есть число», «Тиран».

## Нагороди
- Почесне звання Заслужений економіст України (2008)[8]
- Подяка Прем'єр-міністра України (2018)
- Нагрудний знак «Відзнака МЗС України» (2019)
- Премія Європейської академії (1995)